# Tatra 607 Monopost
Závodní vůz Tatra 607 Monopost byl vyráběn v ČSR automobilkou Tatra Kopřivnice v letech 1950–1958. Byl postaven dle pravidel pro stavbu závodních automobilů formule 2, modernizovaná verze Tatra 607-2 splnila objemový limit i pro formuli 1. Celkem vzniklo pět monopostů Tatra 607, které sklízely vítězství na domácích okruhových závodech v 50. letech XX. století.

## Vznik a vývoj
Po úspěšné účasti na Velké ceně Československa v roce 1949 se sportovním vozem Tatra 602 Tatraplan Sport (na bázi podvozkových skupin limuzíny Tatra 600) bylo v Kopřivnici rozhodnuto postavit čistokrevný závodní automobil.  Poprvé byla T 607 představena 17. září 1950 na Ostravském okruhu, kde s ní Bruno Sojka odjel dvě propagační kola. Oficiální start nového vozu se konal o týden později, 24. září 1950 na Masarykově okruhu.

## Technický popis

### Motor
Atmosférický, čtyřdobý, zážehový, vzduchem chlazený vidlicový osmiválec OHV, typu T 603, jehož upravená verze T 603A byla zastavěna do sériových limuzín Tatra 87-603 a Tatra 603.
Původní typ T 607 z roku 1950 měl motor o zdvihovém objemu 1985 cm³ (vrtání 72 / zdvih 61 mm) a odpovídal kategorii formule 2 do 2000 cm³. Hmotnost motoru s olejem byla 160 kg. Při stupni komprese 12,8 dosahoval motor kroutícího momentu 21 kpm (206 N.m)/4900 ot/min, směs připravovaly dva dvojité Karburátory Solex 32 IFF, zapalování bylo magnetoelektrické Scintilla-Vertex 12 V, použité svíčky PAL 14-320. Mazání bylo tlakové oběžné, olejový chladič se nacházel za přední maskou. Chladicí vzduch k motoru přiváděly dva axiální ventilátory, poháněné klínovými řemeny od řemenic na klikovém hřídeli. Později vznikla verze o objemu 2350 cm³ (72/72 mm), v roce 1953 verze o objemu 2545 cm³ (75/72 mm), stejně jako u sériových Tater 603. U těchto verzí motoru výrobce zkušebně osadil ejektorové chlazení, využívající energie výfukových plynů. Novější verze motorů také byly osazeny čtveřicí dvojitých karburátorů Weber 40 DCL.

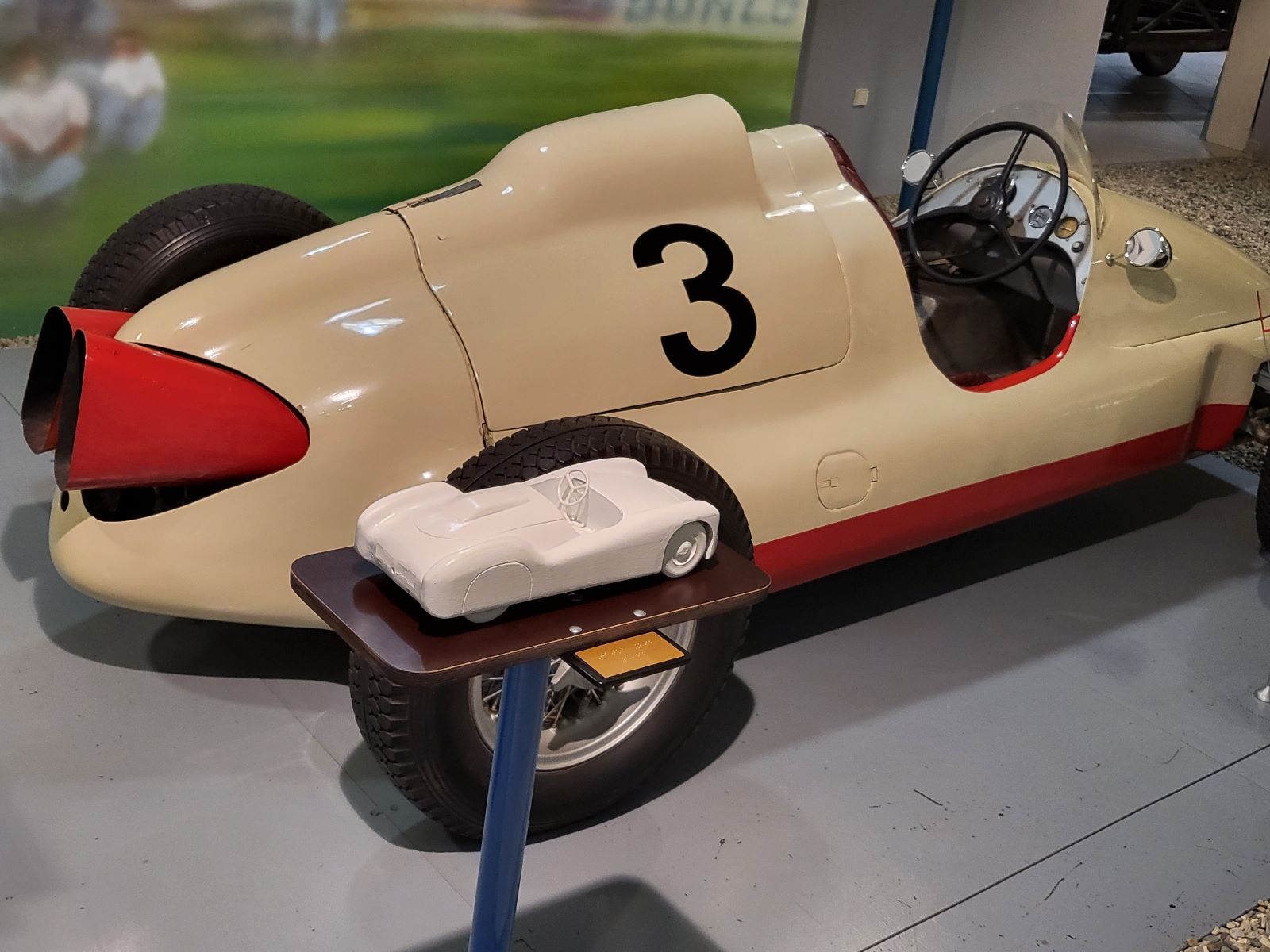
Tatra 607-2 Monopost, ejektory

Modernizovaný typ T 607-2 v roce 1954 měl zdvihový objem motoru definitivně snížený na 2472 cm³ (75/70 mm) podle pravidel platných pro vozy formule 1. Ventilátorové chlazení bylo zcela nahrazeno ejektorovým. Ejektory s typickou dvojicí obřích koncovek na zádi přiváděly výfukové plyny zpět k válcům, výfukové potrubí ústilo do chladicích kanálů, jimiž proudil motorem ohřátý vzduch a vytvořený podtlak zároveň podporoval nasávání čerstvého vzduchu z blízkého okolí. Toto uspořádání je zcela unikátní v oboru vzduchového chlazení automobilových spalovacích motorů.
Jednokotoučová spojka Mecano ze sériových vozů Tatra byla vylepšena pouze zesílenými přítlačnými pružinami, mechanické vypínání bylo od roku 1952 nahrazeno hydraulickými. Rovněž čtyřstupňová, dvouhřídelová převodovka bez přímého záběru byla sériové konstrukce, pouze bylo upraveno odstupňování převodových poměrů a uložení ozubených kol na jehlách.
Monoposty Tatra jezdily nejčastěji na palivovou směs 70,5 % metylalkoholu, 15 % leteckého benzínu, 12 % benzolu s malým přídavkem acetonu a ricinu. Nádrž paliva se z původních 95 l (T 607) zvětšila objem na 105 l (T 607-2).

### Karoserie a podvozek

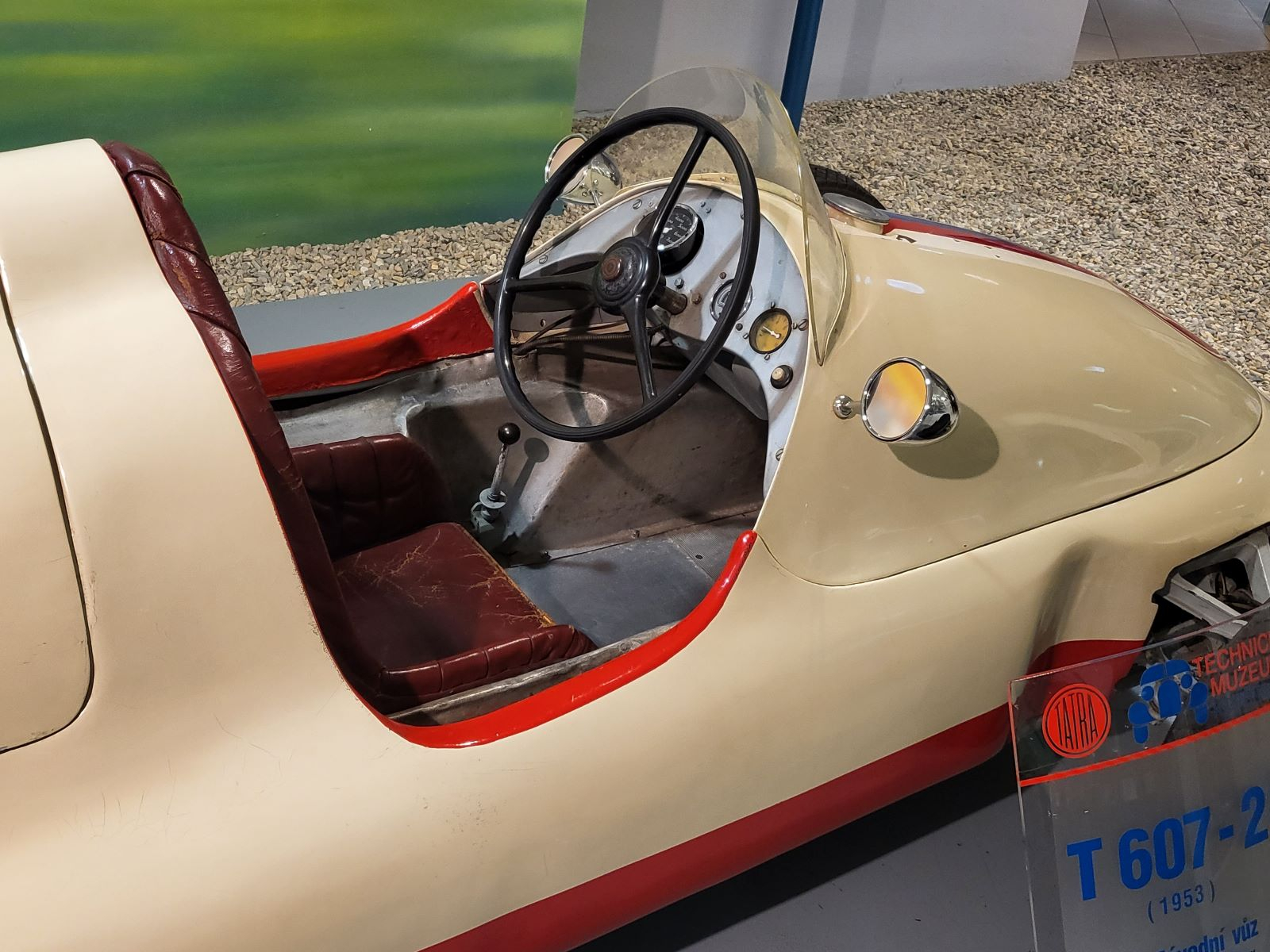
Tatra 607-2, kokpit

Proudnicová, doutníková karoserie s volnými koly měla příhradový rám, svařený z tenkostěnných leteckých trubek, u T 607 opláštěný plechy z lehkých slitin, u T 607-2 s částečně laminátovou karoserii. Původní T 607 měla na přídi žebrovanou mřížku, evoluční T 607-2 oválnou štěrbinu. 
Drátová 15" kola s centrální maticí byla osazena pneumatikami 5,50 × 15" (140 mm × 15") vpředu a 6,50 × 15" (165 mm × 15") vzadu. Přední kola byla zavěšena na příčných lichoběžníkových ramenech, zadní kola na kyvadlových úhlových polonápravách s podélnými suvnými rameny. Všechna kola tak byla nezávisle zavěšena, odpružena podélnými zkrutnými tyčemi a teleskopickými hydraulickými tlumiči pérování PAL. U T 607 byla ramena svařená z trubek, u T 607-2 byla nahrazena dokonalejšími výkovky.
Řízení bylo mechanické, hřebenové, odvozené z vozu T 600. Brzdy na všech kolech byly bubnové, kapalinové, dvouokruhové, s hydraulickým vyrovnáváním tlaku. T 607 měla všechna kola mohutně žebrované ocelové bubny, u T 607-2 širší bubny z hliníkové slitiny s mohutnými axiálními lopatkami a litinovými vložkami.
Rozvor náprav T 607 činil 2250 mm, rozvor náprav T 607-2 byl prodloužen na 2350 mm. 

### Jízdní vlastnosti
Do historie se Tatra 607 zapsala národním rychlostním rekordem, ustaveném na Dni rekordů 4. října 1953 v Praze na strakonické výpadovce pod Barrandovem. Adolf Veřmiřovský na Tatře 607 a Václav Bobek na Škodě Supersport tehdy dosáhli shodné rychlosti 197,7 km/h, čímž překonali dosavadní nejvyšší dosaženou rychlost vozu Walter Super 6B. V Tatře se nedokázali smířit s výsledkem, poukazujíce na to, že rozjezdová dráha pod Barrandovem byla pro ně krátká. Vyvolali proto nový pokus, který se konal 16. října 1953 na široké a rovné silnici Valašské Meziříčí–Hranice (dnes silnice I/35). Téměř osmikilometrový rovný úsek v mírném klesání (3 m / 1 km) daly Adolfu Veřmiřovskému více místa pro rozjezd i brzdění a umožnily mu ustanovit nový národní rychlostní rekord 207,972 km/h.
Při neoficiálním měření 31. července 1955 v Ostravě pak jeden z vozů dosáhl rychlosti 215 km/h coby průměru ze dvou jízd.

## Sportovní úspěchy

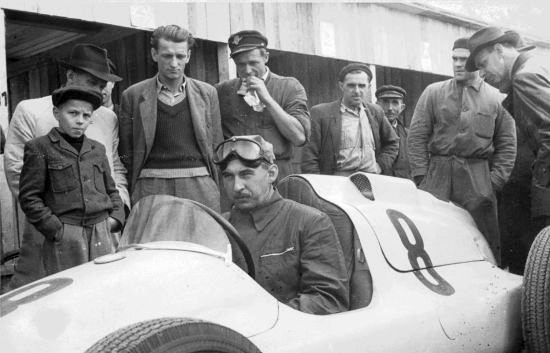
Bruno Sojka (Tatra T 607 Monopost, Brno 1950)

24. září 1950 se na starém Masarykově okruhu konal mezinárodní závod Velká cena Československa, kdy vozy musely absolvovat 12 kol o celkové délce 213,6 km. V první řadě na startu stáli Bruno Sojka (Tatra 607, st. č. 8) a Jaroslav Pavelka (Tatra 602 Tatraplan Sport|Tatra 602, st. č. 6), za nimi Václav Hovorka (Maserati 6 CM, kompresorový 1500 cm³) a Václav Bobek (Škoda 1100 Supersport, kompresorový 1100 cm³). Do závodu za prudkého deště vyrazil jako první Sojka následován dalšími 13 vozy. Ve druhém kole se dostal do čela Hovorka a svou pozici až do konce závodu neopustil. Sojka sice v 8. kole zajel nejrychlejší kolo závodu v čase 9:38,7 min (109,5 km/h), v celkovém hodnocení získal 2. místo za Hovorkou s Maserati, na 3. místě skončil Bobek se Škodou.
1. října 1950 se konal rychlostní závod na vrchařském okruhu Ecce Homo ve Šternberku, kde byl vytvořen rychlostní okruh o délce 9850 m s převýšením 200 m. I zde se vedle sebe postavili mj. Bruno Sojka na Tatře 607 a Jaroslav Pavelka na Tatře 602. V prvních kolech se ujal vedení Pavelka, ale od třetího kola se Sojka dostal do čela závodu, postupně zrychloval a zvítězil. Sojka ustanovil i nový traťový rekord na 1 kolo 6 minut a 21 sekund.
Posledním vítězným závodem Bruna Sojky s T 607 byl závod na okruhu v Mladé Boleslavi 20. května 1951. Zahynul totiž následkem nehody 30. června 1951, při tréninku na Ecce Homo 1951s vozem Tatra 602. Tovární tým Tatry se tohoto závodu nezúčastnil.

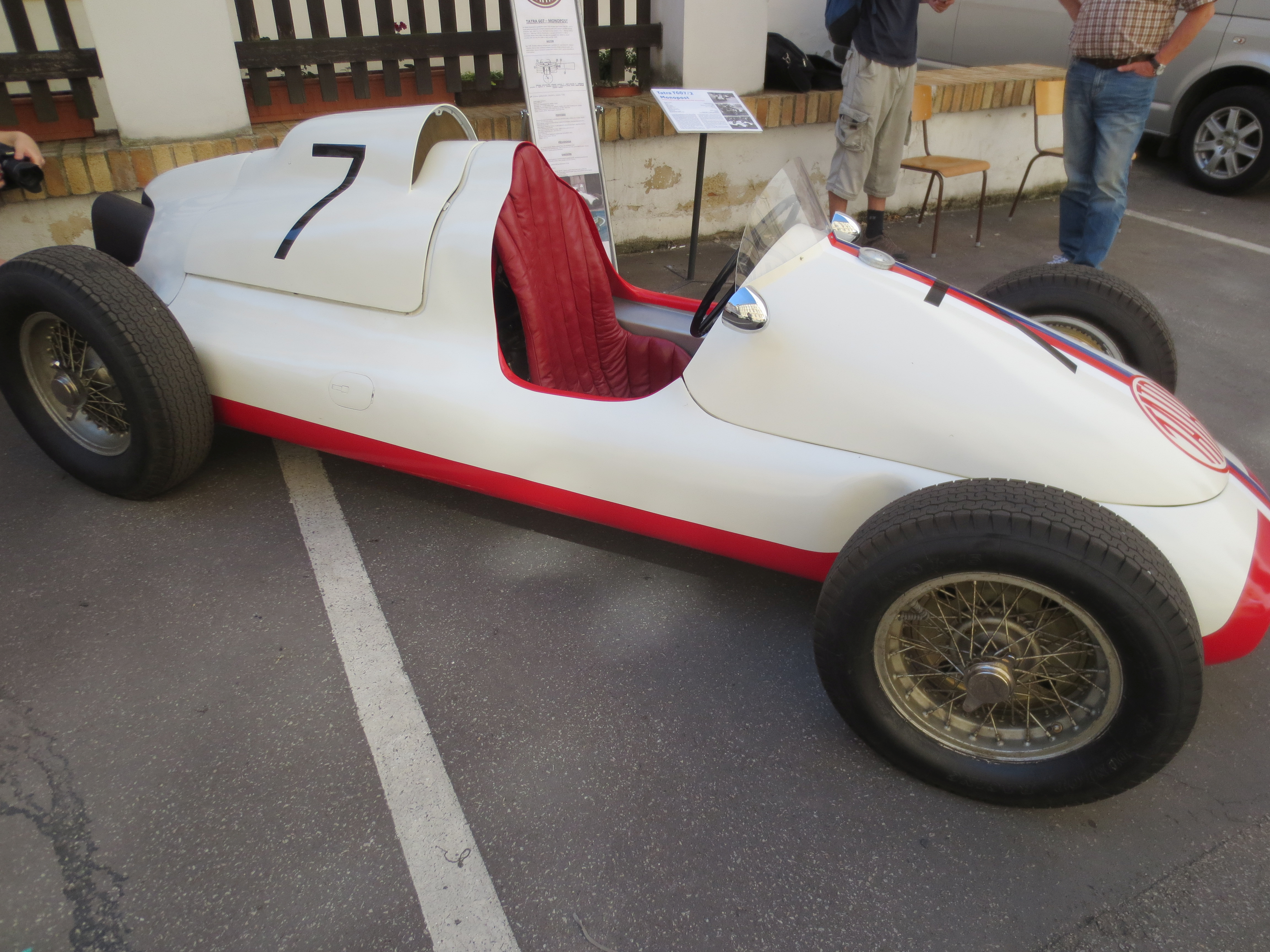
Tatra T 607-2 Monopost na výstavě sportovních automobilů 2017

Na mistrovském závodě na okruhu v Ostravě v roce 1951 zvítězil Jaroslav Pavelka a zahájil tak dlouhou řadu svých vítězných závodů s T 607. V roce 1952 vyhrál závody ve Šternberku, v Piešťanech a opět v Ostravě. Na šternberském okruhu Ecce Homo zvítězil Pavelka celkem 3×, s monopostem T 607 to bylo v červenci 1952 a s monopostem T 607-2 v letech 1953–1954.
Významné vítězství zaznamenal Pavelka 28. září 1952 v mezinárodním Závodě družby národů na Masarykově okruhu (8 kol/142,4 km), kde porazil favorizovaného Němce Edgara Bartha na BMW 2000 (ten později emigroval do západní části své rozdělené země, jezdil příležitostně F1 a F2, ale hlavně vytrvalostní podniky a vrchy na vozech Porsche). Pavelka před 150 000 diváky bezpečně zvítězil, přičemž dosáhl průměrné rychlosti 123,1 km/h. Toto vítězství v Brně si Pavelka zopakoval o 2 roky později (29. srpna 1954, 6 kol/105,6 km) před 200 000 diváky, kdy na monopostu T 607 v průměrné rychlosti 122,75 km/h porazil Arthura Rosenhammera a Filipoviče (oba EMW, bývalá továrna BMW v Eisenachu).
14. června 1953 ovládl Adolf Veřmiřovský na starší T 607 Liberecký okruh před Pavelkou s novější T 607-2. Na Sachsenring-Rennen 6. září 1953 pak Jaroslav Pavelka obsadil čtvrté místo za Barthem (EMW), Rudolfem Krausem (BMW-Greifzu) a legendárním Hansem Stuckem (AFM 4 s vidlicovým osmiválcem Küchen). Tento závod na Sachsenringu je veden jako nemistrovský podnik F2. T 607-2 se na start žádné mistrovské Grand Prix F1 nepostavily, přestože v letech 1954–1960 regule FIA omezovaly objem válců motoru na 2,5 l, což motor Tatry 607-2 splňoval.  
Na startu Mladoboleslavského okruhu 30. května 1954 se v první řadě startovního roštu sešli Adolf Veřmiřovský s Tatrou 607 a Jaroslav Pavelka s Tatrou 607-2. Zvítězil Pavelka, stejně jako v dalších závodech mistrovství republiky – na Ecce Homo, v Jičíně a v Brně. Na závěr sezony 10. října 1954 vyhrál Pavelka poslední mistrovský závod v Litomyšli. Vyhrál tedy všech 5 závodů, ze kterých se seriál mistrovství republiky skládal, a stal se přeborníkem ČSR v automobilových závodech v letech 1952, 1953 a 1954. V roce 1955 mu byl udělen titul Mistra sportu.
Nejrychlejším závodem v roce 1955 byl silniční okruh v Lounech. Zde monopost T 607-2 řízený A. Veřmiřovským zvítězil průměrnou rychlosti 132,8 km/h s tím, že nejrychlejší kolo zajel průměrem 141 km/h. V tomto roce se Veřmiřovský stal přeborníkem republiky v závodních automobilech. Pavelka připojil vítězství v nemistrovských závodech v Ostravě a v Uherském Hradišti. Veřmiřovský zvítězil v roce 1956 na ostravském okruhu. V září 1957 v Ostravě-Vítkovicích obsadily monoposty T 607 kompletně stupně vítězů, pilotovali je tehdy Adolf Veřmiřovský, Alois Mark a Metoděj Přikryl.
Adolf Veřmiřovský navázal v roce 1957 na 26 let staré vítězství v závodě automobilů do vrchu svého otce Josefa Veřmiřovského z roku 1921 a na okruhovém závodu Ecce Homo 1957 se závodním strojem T 607 zajel nejrychlejší kolo v čase 5 minut a 58 sekund a nakonec zvítězil v čase 1 hodina 10 minut 4 sekundy. I poslední ročník okruhového závodu Ecce Homo 1958 opanovaly vozy Tatra. Druhé vítězství si připsal Adolf Veřmiřovský opět s Tatrou 607, když ujel 7 kol závodu v čase 40 minut 22 sekund, s průměrnou rychlostí 102 km/h. 
Kromě zmíněných pilotů s T 607 závodili i Zdeněk Treybal a Josef Chovanec, v závěru kariéry T 607 pak navíc Jiří Valchař a Miroslav Berkman.